# Tití de Santarem
El tití de Santarem (Mico humeralifer) és una espècie de primat de la família dels cal·litríquids que viu al Brasil.

## Alimentació
Menja fruites, insectes i altres invertebrats.